# Anton Kral
Anton Kral (13. listopadu 1801 Vídeň – 25. května 1882 Währing) byl rakouský pedagog a politik německé národnosti, působící v Bukovině a na Moravě, během revolučního roku 1848 poslanec Říšského sněmu.

## Biografie
Narodil se roku 1801 ve Vídni. Absolvoval Schottengymnasium a filozofická a právnická studia ve Vídni. Od roku 1825 byl gramatikálním učitelem v Černovicích, kde roku 1836 postoupil na pozici učitele humanitních předmětů (Humanitätslehrer), roku 1844 na post prefekta a roku 1849 ředitele zdejšího gymnázia. Roku 1849 se uvádí jako Anton Kral, gymnaziální prefekt v Černovicích. Působil jako ředitel státního gymnázia. Byl i publicisticky činný. Napsal mj. vlastivědnou studii Skizze des Herzogthums Bukowina.
Během revolučního roku 1848 se zapojil do veřejného dění. Ve volbách roku 1848 byl zvolen i na ústavodárný Říšský sněm. Zastupoval volební obvod Černovice. Tehdy se uváděl coby gymnaziální prefekt. Náležel ke sněmovní levici. Byl jediným poslancem z Bukoviny, který byl německé národnosti, a jedním ze tří bukovinských poslanců, kteří byli gramotní. Zastával liberální politickou orientaci. Podporoval tzv. zemskou petici (Landespetition), se kterou se někteří představitelé Bukoviny dostavili za císařem do Olomouce. V ní ho žádali o obnovení zemské samosprávy a oddělení Bukoviny od Haliče. Zemskou petici ale většina ostatních lokalních poslanců i velká část venkovského obyvatelstva odmítala, protože ji vnímali jako projekt místní šlechty a městských elit, mající za cíl omezit rolnické reformy. Na plénu sněmu vystoupil jen jednou a podpořil liberální pojetí základních občanských práv jako svoboda náboženství a rovnoprávnost jednotlivých církví.
Později změnil své působiště a odešel na Moravu, do Brna. Tam odešel na vlastní žádost roku 1850. Podle jiného zdroje byl do Brna přeložen až roku 1851. Roku 1851 byl jmenován ředitelem tamního gymnázia. Nejprve byl prozatímním ředitelem a v roce 1853 byl ustanoven řádným ředitelem c. k. gymnázia v Brně. V květnu 1856 byl stále v této funkci a obdržel tehdy Zlatý záslužný kříž s korunou. Počátkem roku 1857 byl povýšen na školního radu a zároveň se stal inspektorem gymnázií na Moravě. Roku 1860 odešel do penze. Roku 1867 je zmiňován coby ředitel spolku Střední škola ve Vídni.
Zemřel ve Währingu u Vídně v květnu 1882 ve věku 80 let. Byl tehdy uváděn jako penzionovaný c. k. školní rada.